# Lucius Fabius Iustus
Lucius Fabius Iustus est un sénateur romain des Ier et IIe siècles, consul suffect en 102 et gouverneur impérial des importantes provinces de Mésie inférieure puis de Syrie entre 105 et 112 pendant le règne de Trajan. C'est en outre un ami de Pline le Jeune et de Tacite.

## Biographie
C'est probablement un homo novus d'origine hispanique, qui intègre le Sénat sous Domitien.

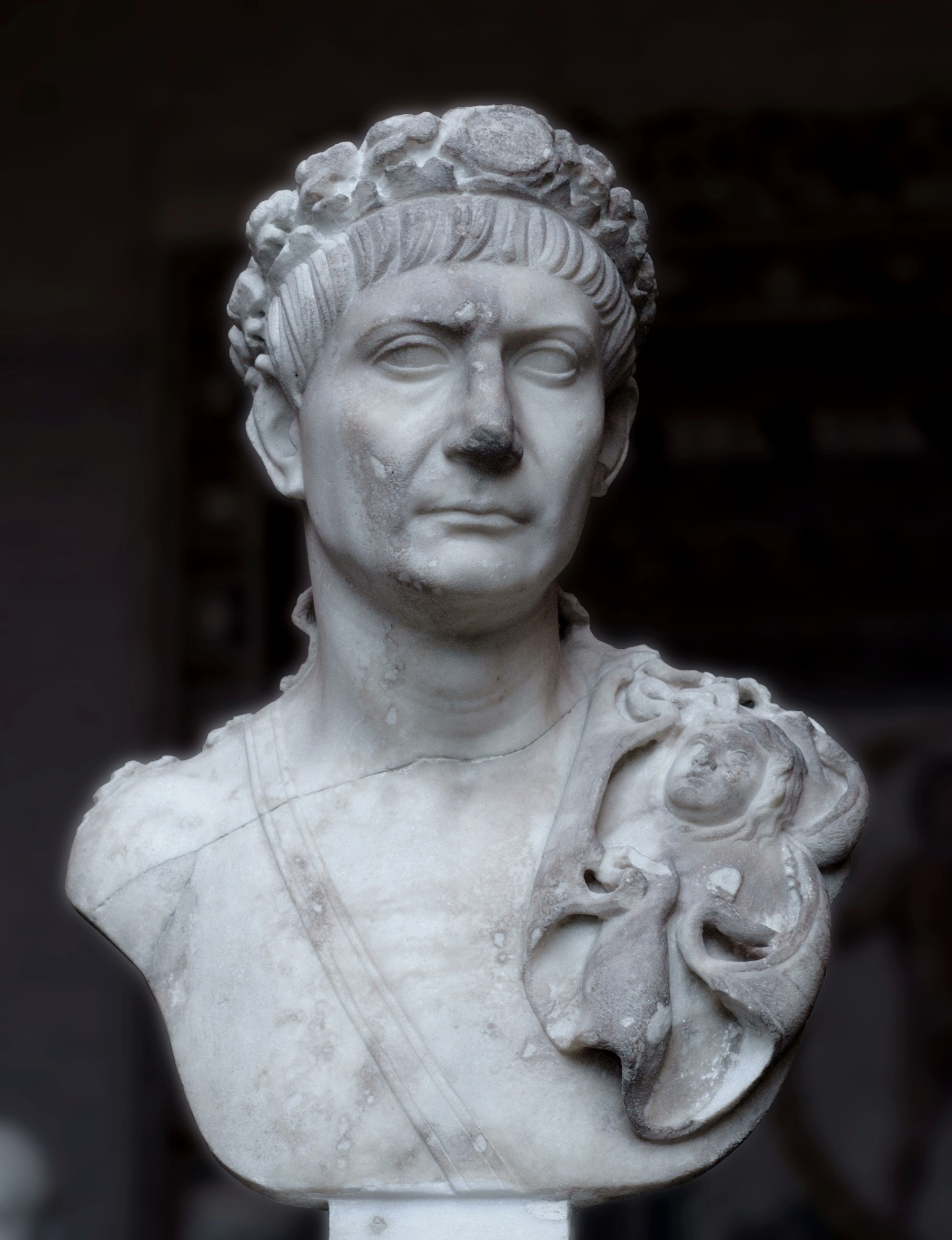
L'empereur Trajan (98 à 117).

Il est préteur sous Nerva, entre 96 et 98. Sous Trajan, il est nommé consul suffect en l'an 102, aux côtés du consul éponyme Lucius Iulius Ursus Servianus et en remplacement de Lucius Licinius Sura.
À la veille de la deuxième guerre dacique, il remplace Aulus Caecilius Faustinus à la tête de la Mésie inférieure en tant que légat d'Auguste propréteur. En 105, les Romains subissent l'attaque des Daces, Décébale reprenant le Banat, alors sous contrôle romain puis attaque la Mésie romaine. Trajan quitte Rome en juin 105. L'empereur, arrivant sur les rives du Danube, doit faire face à une situation difficile. Les incursions daces ont dévasté la province de Mésie inférieure. Selon les reliefs de la colonne Trajane, Décébale serait même parvenu à prendre possession de plusieurs forts auxiliaires. De nombreux forts romains en Valachie sont occupés ou assiégés par les Daces, tout comme ceux construits le long du Danube. Trajan vient renforcer les troupes du Fabius Iustus et le travail de reconquête dure tout l’été de 105, mais l’invasion dace est repoussée,,. L'année suivante, Trajan envahit le royaume dace qui est annexé à la suite du suicide de Décébale. 
Fabius Iustus est alors encore gouverneur de Mésie inférieure, peut-être jusqu'en 107.
Il est ensuite nommé gouverneur (légat d'Auguste propréteur) de Syrie en 108/109, où il remplace Aulus Cornelius Palma Frontonianus. Il reste en Syrie vraisemblablement pour un mandat de quatre années comme ses deux prédécesseurs, donc jusque vers 111/112.

## Relations
C'est un ami, et un des correspondants de Pline le Jeune, deux des Lettres lui étant adressées, l'une vers 98, et l'autre vers 107,.
Il est lié à Tacite, qui lui dédie son Dialogue des orateurs,, probablement rédigé en 102 lors du consulat de Fabius Iustus et publié en l’an 107. C'est une réponse au consulaire sur les causes du déclin de l’éloquence :

« Tu me demandes souvent, mon cher Fabius, pourquoi, tant d'orateurs du premier ordre, ayant illustré de leur génie et de leur gloire les siècles précédents, notre âge, stérile et déshérité de cette brillante éloquence, a presque oublié jusqu'au nom d'orateur. »

— Tacite, Dialogue des orateurs, I, 1.